# Nissan President
Nissan President (яп. 日産・プレジデント) — японский представительский лимузин, выпускавшийся компанией Nissan с 1965 по 2010 годы. Автомобиль, в основном, используется руководителями компаний и государственными чиновниками. Это представительский седан, специально направленный на японский рынок, для конкуренции с Toyota Century. President являлся флагманским лимузином, продаваемым через японскую дилерскую сеть Nissan Motor Store. В течение 1970-х годов, он на короткое время приобретал других японских конкурентов, Isuzu Statesman de Ville и Mazda Roadpacer (выпускались General Motors-Australia), выпуск которых продолжался по несколько лет.
С появлением President в 1965 году, он имел шильдик «Nissan» знака в отличие от других автомобилей, выпускавшихся компанией Nissan, другие автомобили обозначались как Datsun. President изначально продавался только на японском рынке. В конце 1980-х годов начался экспорт, и автомобиль попал в несколько стран, включая Сингапур и Гонконг, хотя продажи были ограничены. Североамериканская версия (под названием Infiniti Q45) выпускалась с 1990 по 1996 и с 2001 по 2006 годы. President был сменён на Nissan Fuga в августе 2010 года. Решение о снятии с производства было обусловлено несоответствием автомобиля современным требованиям пассивной безопасности и постоянно снижающимся спросом на модель. Так, в 2009 году в Японии было продано лишь 69 автомобилей.

## Первое поколение
Первое поколение Nissan President (H150, 1965—1973), представленное в октябре 1965 года, стало преемником автомобиля Nissan Cedric Special (выпускался в 1963—1965 годы). Стоимость владения автомобилем была солидной из-за его больших габаритов и объёма двигателя. President начал выпускаться после Toyota Crown Eight, появившегося в апреле 1964 года, и был разработан компанией Nissan в качестве лимузина, который будет использоваться Императорским двором Японии.
Его внешний вид очень похож на меньший Блюберд второго поколения, представленный ранее, в 1964 году.

Автомобиль оснащался следующими двигателями: 4,0-литровый Y40 конфигурации V8, разработанный специально для этой модели либо рядный шестицилиндровый 3,0-литровый H30. Достаточно хорошо оснащённый для своего времени, President являлся служебным автомобилем японского премьер-министра Эйсаку Сато, в то время как Император передвигался на одном из двух Nissan Prince Royal, разработанных Prince Motor Company. В 1971 году Nissan предложил EAL (англ. Electro Anti-lock System, электронная антиблокировочная система) в качестве опции на President, которая стала первой электронной АБС в японском автопроме.

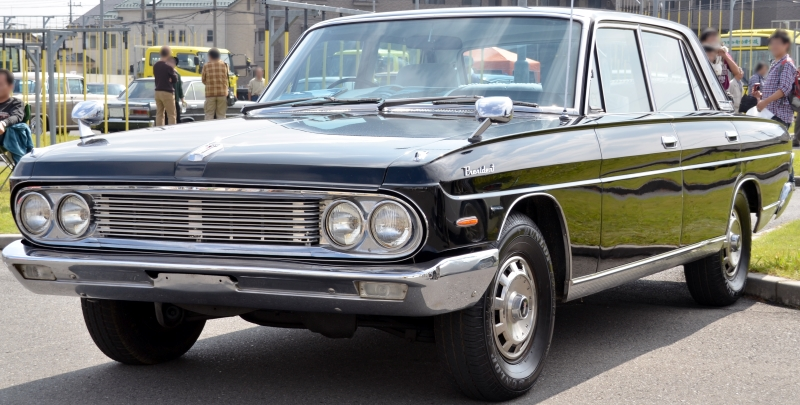
Nissan President 150, вид спереди
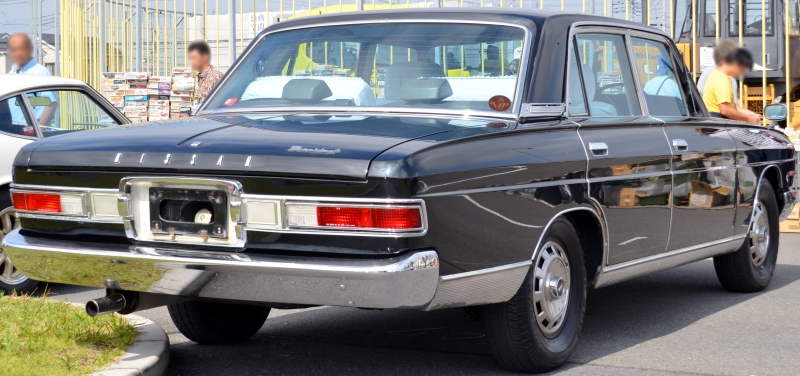
Nissan President 150, вид сзади

## Второе поколение
Второе поколение (1973—1990), обозначенное как H250, появилось в 1973 году. Автомобиль получил полное обновление внутри и снаружи, в то время как шасси осталось прежним. Объём двигателя V8 был увеличен до 4,4 литров, и он обозначался как Y44E, в то время как 3,0-литровая рядная шестёрка оставалась доступной и не изменилась. В 1977 году появилась комплектация Sovereign.
H250 прошел через серьёзную модернизацию в 1982 году, была усовершенствована подвеска, топливный бак увеличился, круглые фары были заменены квадратными галогенными, а экстерьер и интерьер, в целом, сохранились. В 1985 году появилась комплектация Sovereign VIP. Производство 250-й серии продолжалось до 1990 года.

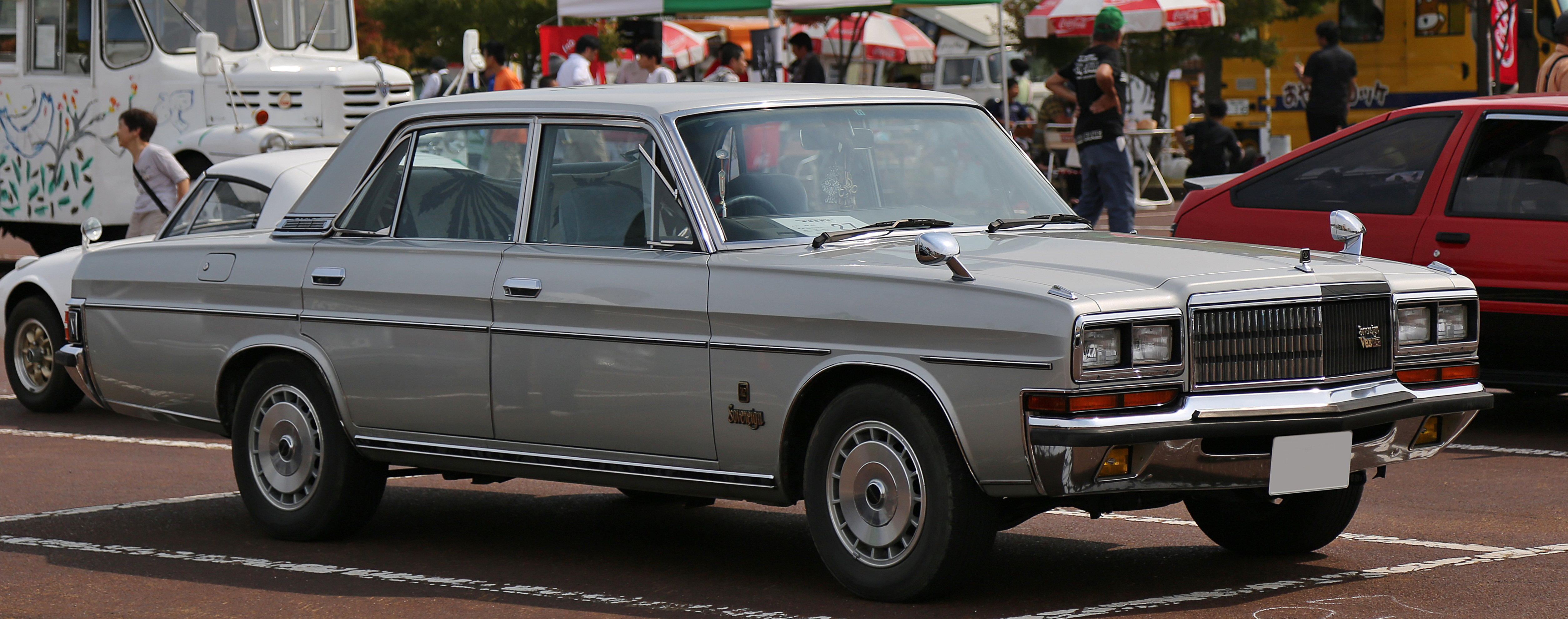
Nissan President Sovereign VIP серии H250, вид спереди
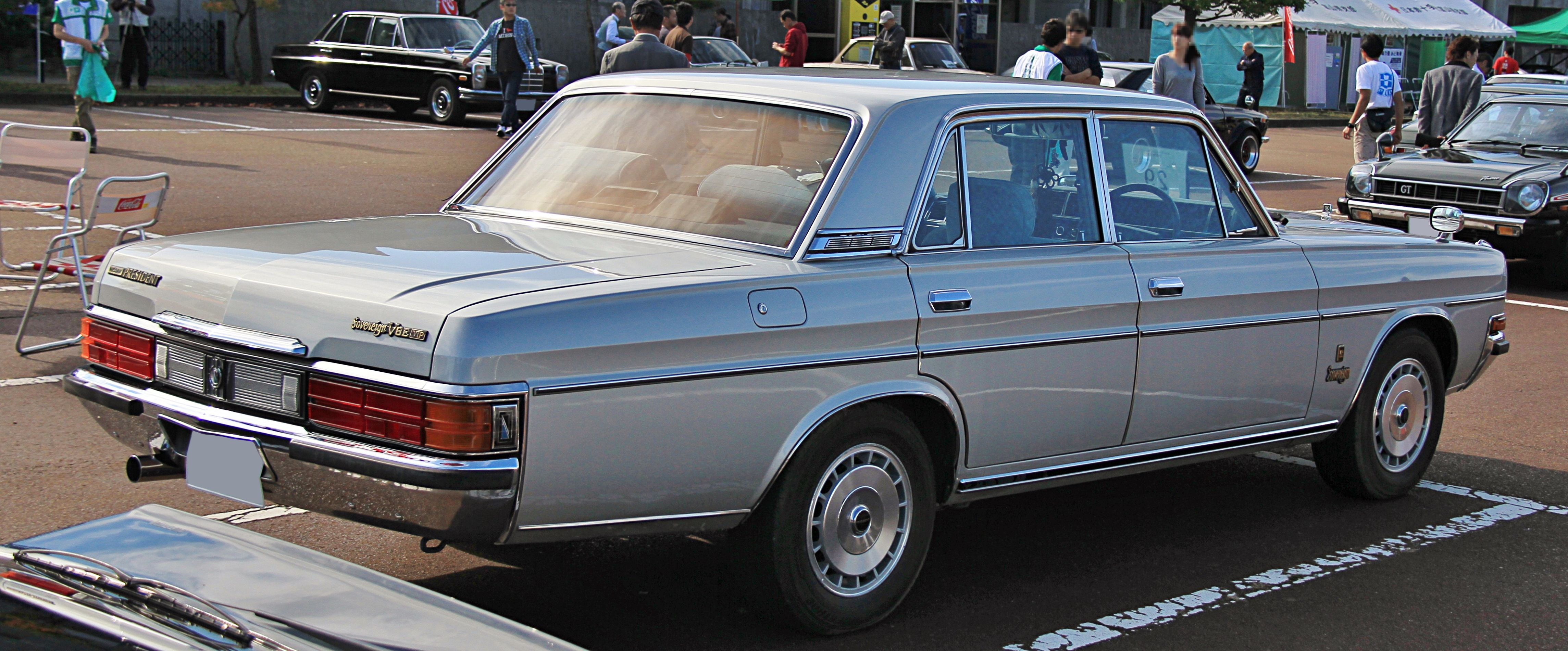
Nissan President Sovereign VIP серии H250, вид сзади

## Третье поколение
В октябре 1989 года новый President (1990—2002), обозначенный как JHG50, дебютировал на Токийском автосалоне, с началом продаж в следующем году. Одновременно версия с короткой колёсной базой дебютировала в США как Infiniti Q45 и в Японии как Nissan Infiniti Q45, с отличающимися передней и задней частями кузова. Это полное изменение President стало результатом появления Lexus LS в январе 1989 года и Honda Legend в 1985 году. Основное внимание было направлено на большие представительские седаны, и Nissan решил последовать примеру Honda и Toyota и дать President давно необходимое обновление. President и Q45 разделили новый 4,5-литровый двигатель VH45DE конфигурации V8, мощностью 280 л.с. В 1993 году модель с короткой колёсной базой под названием President JS, похожая на Infiniti, присоединился к линейке. В то же время, дочерняя компания Autech разработала модель Royal Limousine с отделённым пассажирским салоном. Royal был создан в качестве возможной замены для двух Nissan Prince Royal 1966 года, используемых Императорским двором, но так ей и не стал. Следует также отметить, что на автомобиле впервые в мире для пассажиров задних сидений были установлены пневматические подушки безопасности SRS.

В 1994 году, одновременно с небольшим фейслифтингом, Nissan, в дополнение к комплектации Conoree Leather, возродил Sovereign (ранее доступную для 250-й серии) для длиннобазных моделей. Еще одно незначительное обновление произошло в 1998 году (PHG50). В то же время, предыдущий Infiniti Q45 был заменен на модель, основанную на меньшем Nissan Cima, которая также получила подушки безопасности для задних сидений. Выпуск PHG50 продолжался до 2002 года, когда появилось новое шасси F50.

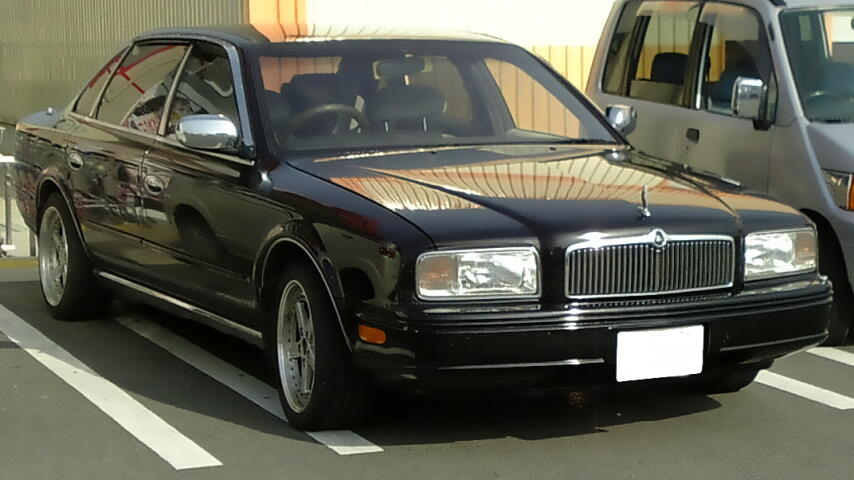
Nissan President HG50, вид спереди
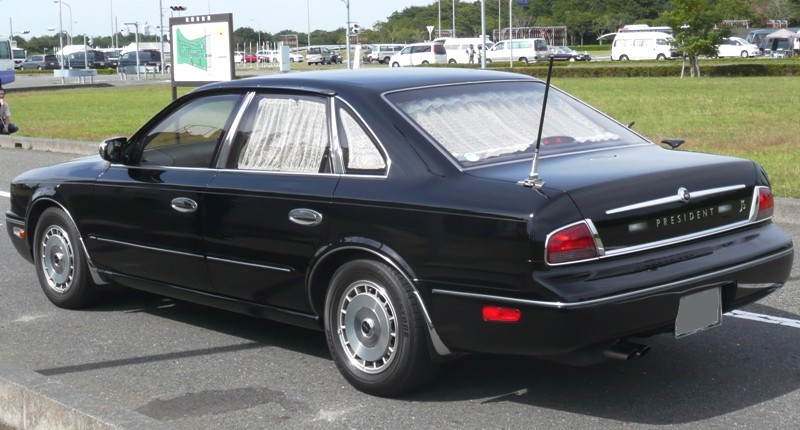
Nissan President HG50, вид сзади

## Четвёртое поколение
Четвёртое поколение (PGF50, 2003—2010) появилось в середине 2001 года. Автомобиль строился на базе F50 Nissan Cima, появившейся в 2001 году, с тем же 4,5-литровым двигателем VK45DE конфигурации V8. Он сохранил свою позицию в качестве флагманского лимузина Nissan и продавался через японскую дилерскую сеть Nissan Blue Stage. Были доступны две версии, обе под названием Sovereign, с 5- или 4-местным салоном. Традиционным конкурентом модели оставался лимузин Toyota Century, но была и конкуренция в течение трёх лет с Mitsubishi Dignity, однако Mitsubishi в итоге решили использовать передний привод.

4-местный вариант был значительно дороже, получив значительно богатое оснащение, включая аудиосистему Bose и множество других электронных устройств, контролируемых с пульта заднего центрального подлокотника, массаж задних сидений, турецкая подставка для ног заднего пассажира, TV выезжающий из потолка, откидной стол для работы с документами или ноутбуком, доводчики дверей, багажника, возможность сдвигать левое переднее пассажирское сидение вперед, что позволяет пассажиру заднего сиденья увеличить пространство для ног – это только часть функций, которые устанавливались в комплектацию Sovereign 4. В комплектацию с 5 местным салоном такое оборудование тоже устанавливалось, но только в дополнительном порядке.

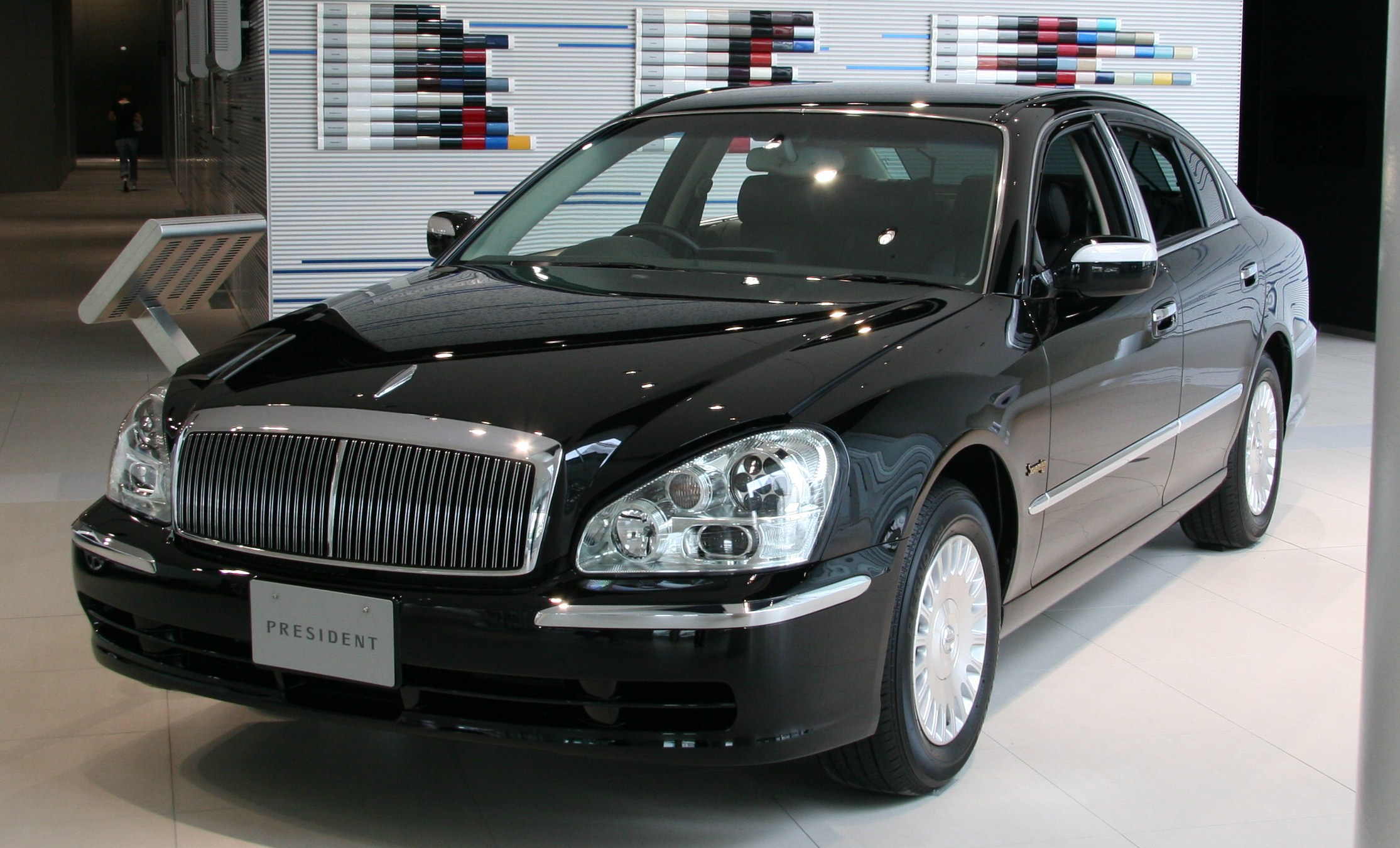
Nissan President (2009), вид спереди
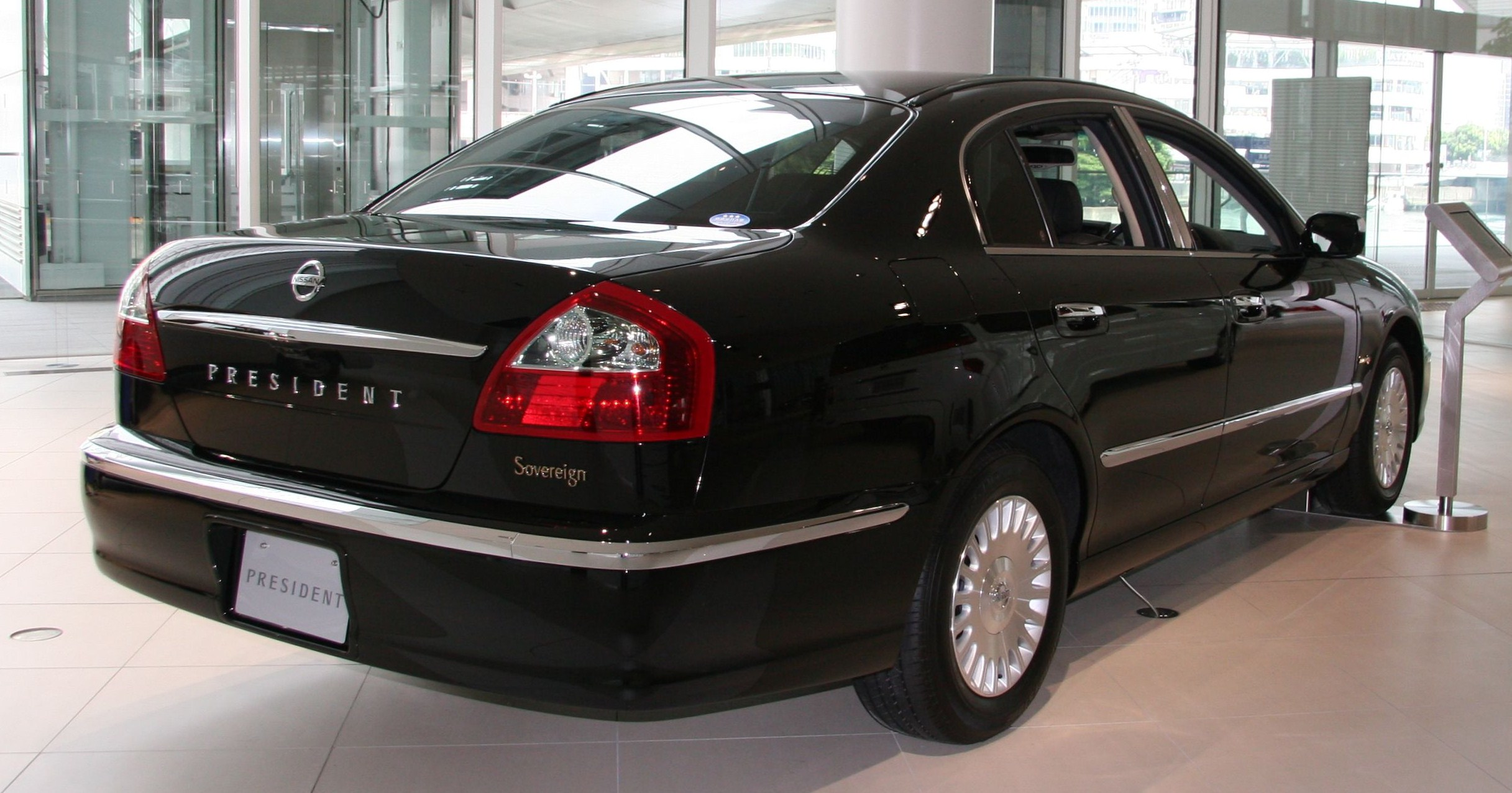
Nissan President (2009), вид сзади

### Объявление об окончании производства
В августе 2010 года Nissan объявила о остановке производства Nissan Cima и President, разделяющих общее шасси. Обе эти модели нуждались в обновлении систем безопасности в соответствии с последними требованиями, но скромный уровень продаж говорил о невозможности в дальнейшем окупить расходы. Так как не было прямого преемника платформы Cima/President, Nissan Fuga стал флагманом Nissan. Начиная с 2012 года, под названием Cima выпускалась вытянутая Fuga, занявшая место в сегменте рынка, которое раньше занимал President, продолжая тем самым предлагать альтернативу лимузину премиум класса Toyota Century, выпускавшемуся в Японии.
С момента появления в 1965 году, было продано 56 000 автомобилей, в последний 2009 модельный год было продано 63 единицы.